# Demian Shokogun
Demian Shokogun (デミアン症候群? lett. "La sindrome di Demian") è un manga di genere shōnen-ai di Oki Mamiya pubblicato a partire dal 1999. Tratta del sentimento amoroso che si sviluppa tra due adolescenti maschi compagni di scuola.

## Trama
Joichiro torna nuovamente dopo quattro anni passati negli USA in Giappone; qui s'iscrive ad un collegio maschile, dove studia anche Takashi, e col quale condivide la stanza del convitto. In passato i due erano stati molto amici, poi però s'erano persi di vista; nonostante il tentativo di Joichiro di far rivivere l'antica amicizia, Takeshi si dimostra molto freddo e distaccato.
Durante una lezione di letteratura tedesca il sensei giunge a parlare del romanzo Demian di Hermann Hesse: Joichiro viene subito affascinato dal testo, attraverso cui trova molti paralleli con la sua situazione attuale. Si vengono poi a sviluppare varie vicende tra lui e i compagni, fino a quando accade un incidente: Joichiro cade dal tetto della scuola e si rompe una gamba.
Da questo momento in poi Takashi ricomincia a preoccuparsi molto dell'amico, creando così un riavvicinamento progressivo tra i due: si scopriranno innamorati l'uno dell'altro e finiranno col passare la notte assieme e dormire nello stesso letto. In seguito vengono riassegnati i posti in camerata e i due si ritrovano ad esser alloggiati in due sezioni differenti.
Tuttavia, nonostante le difficoltà Joichiro cercherà di trascorrere quanto più tempo possibile vicino al suo amato Takeshi.